# Candide Pineault
Pour les articles homonymes, voir Pineault.
 (mars 2019).
Si vous disposez d'ouvrages ou d'articles de référence ou si vous connaissez des sites web de qualité traitant du thème abordé ici, merci de compléter l'article en donnant les références utiles à sa vérifiabilité et en les liant à la section « Notes et références ».
Candide Pineault (Arvida 1930 - Saguenay, Chicoutimi, 23 juillet 2007) est une docteure en psychologie graduée de l'Université Cornell (Ithaca, New York) et professeure québécoise.

## Biographie
De 1948 à 1958, elle a enseigné aux niveaux secondaire et collégial; elle a successivement été responsable des programmes préscolaire au ministère de l'Éducation du Québec de 1967 à 1969; vice-doyenne du Département des Sciences de l'éducation à l'Université du Québec à Chicoutimi de 1969 à 1972; responsable des programmes préscolaires au ministère de l'Éducation du Québec de 1972 à 1993. En 1992, elle fut élue présidente de l'Organisation mondiale pour l'éducation préscolaire (OMEP) qui regroupe 62 pays répartis sur cinq continents. Elle fut réélue pour un second mandat en 1995 et présida l'organisation jusqu'en 1997.
Candide Pineault fut une des personnes qui ont le plus marqué l'éducation préscolaire au Québec. Dès la création du ministère de l'Éducation, on lui confia la responsabilité de doter le système scolaire québécois d'un réseau de classes maternelles. Elle participa ensuite à la fondation de la Faculté des sciences de l'éducation, à l'Université du Québec à Chicoutimi, à titre de vice-doyenne. Elle sera ensuite de retour au ministère de l'Éducation pour consolider et développer le secteur préscolaire. On lui doit entre autres les concepts de l'émission Passe-Partout, des maternelles-maisons et des ludothèques.

## Distinctions
- 1997 - Officier de l'Ordre national du Québec